# スワガー・サーガ
『スワガー・サーガ』（Bob Lee & Earl Swaggers Saga）は、スティーヴン・ハンターの推理・冒険小説シリーズ。ヴェトナム戦争で活躍した元アメリカ海兵隊狙撃兵、ボブ・リー・スワガーと、その父、同じく海兵隊出身で太平洋戦争の英雄、アール・スワガーの活躍を描く。2010年現在、外伝1作を含む10作品が刊行されている。
なお、『スワガー・サーガ（正確には〈ボブ・リー・スワガー&アール・スワガー・サーガ〉）・シリーズ』は日本語版を刊行した扶桑社が用いている便宜上のシリーズタイトルであり、アメリカ本国では『ボブ・リー・スワガー三部作』（Bob Lee Swagger Trilogy）と『アール・スワガー・シリーズ』（Earl Swagger Series）に分けて呼称されている。

## 主人公

### ボブ・リー・スワガー三部作、およびボブ・リー・スワガー・シリーズ
ボブ・リー・スワガー（Bob Lee Swagger）
1946年生まれ。アーカンソー州ポーク郡、ブルーアイ出身。ヴェトナム戦争に参加した元海兵隊員。除隊時における最終階級は米海兵隊一等軍曹（U.S.M.C.Gunnery Sergeant）。シルバースター、パープルハート章を受章。天才的なスナイパーで、ヴェトナム戦争における公式確認戦果（殺害数）は87名、ただし、ボブ自身が認識する実際の殺害数は341名。
アールとジュニィのスワガー夫妻の間に一人息子として生まれる。若くして父親の死を経験した後（『ブラックライト』）、その天賦の狙撃の才を生かすべく父親と同じ海兵隊に入隊。狙撃手としてヴェトナム戦争に参加し、数々の狙撃ミッションを成功させた。北ヴェトナム軍からは「クァン・トイ」（釘打ち師＝ネイラー）と恐れられ、友軍からも「ボブ・ザ・ネイラー（Bob the Nailer）」と呼ばれその腕前を広く知らしめた。カーム・ドゥクでの戦闘では、北ヴェトナム軍一個大隊を観測手のダニー・フェンとのたった2人のチーム「シエラ・ブラヴォー・フォー」で食い止める超人的な活躍を見せる。しかし、その一件のために、駐ベトナム・ソヴィエト軍事顧問団の目を引いてしまい、刺客として送られたスナイパー、T・ソララトフの狙撃を受けダニーは死亡、ボブも重傷を負って除隊を余儀なくされる（『狩りのとき』第2部）。
除隊後はPTSD、アルコール使用障害などに悩まされ結婚生活は破綻、人付き合い自体を極端に避ける様になり愛犬と共にアーカンソーの山中に隠棲していた。しかし、その腕前に目を付けたある組織の陰謀に巻き込まれ、再び"ボブ・ザ・ネイラー"としての能力を発揮する事となる（『極大射程』）。
主な愛銃はレミントンM700。アメリカ海兵隊に実在した名狙撃手、カルロス・ハスコックがモデル。ハスコック本人もカール・ヒッチコックと変名され作中に登場している。

### アール・スワガー・シリーズ
アール・リー・スワガー（Earl Lee Swagger）
アーカンソー州ポーク郡ブルーアイ出身。アメリカ海兵隊を経てアーカンソー州警察巡査長、後に巡査部長となる。海兵隊での最終階級は先任曹長（U.S.M.C. Master Sergeant）。スナイパーである息子のボブ・リーよりもオールラウンドな戦闘能力を持ち、特に小火器を用いた射撃とボクシングに優れている。
郡保安官だった父、チャールズ・スワガーの長男として生まれ、厳格な父の教えの許、スワガー家の男子の例に漏れずに銃の扱いに長ずる様になり、海兵隊員を志してそれを叶えた。太平洋戦争に参加し、1945年、硫黄島の戦いで塹壕に立て籠もる日本軍の一部隊を壊滅させた功によりハリー・トルーマン大統領から名誉勲章を受章、海兵隊を除隊。その後、伝説的なFBIの元エージェントであるD.A.パーカーの誘いによって、アーカンソー州ガーランド郡の都市、ホットスプリングスでのギャング掃討作戦に身を投じる事となる。弟であるボブ・リー（アールは後に生まれる息子にその名を付ける）が若くして自殺し、父も1942年にホットスプリングスで何者かによって殺害された過去を持つ（『悪徳の都』）。

## 作品
| 邦題                     | 原題              | 刊行年 · | 刊行年 · | 備考                                                                                                |
| ------------------------ | ----------------- | -------- | -------- | --------------------------------------------------------------------------------------------------- |
| 極大射程                 | Point of Impact   | 1993年   | 1998年   | ボブ・リー・スワガー三部作の第1作                                                                   |
| ダーティホワイトボーイズ | Dirty White Boys  | 1994年   | 1997年   | シリーズの番外編的な作品                                                                            |
| ブラックライト           | Black Light       | 1996年   | 1998年   | ボブ・リー・スワガー三部作の第2作                                                                   |
| 狩りのとき               | Time to Hunt      | 1998年   | 1999年   | ボブ・リー・スワガー三部作の完結編                                                                  |
| 悪徳の都                 | Hot Springs       | 2000年   | 2001年   | アール・スワガー・シリーズの第1作                                                                   |
| 最も危険な場所           | Pale Horse Coming | 2001年   | 2002年   | アール・スワガー・シリーズの第2作                                                                   |
| ハバナの男たち           | Havana            | 2003年   | 2004年   | アール・スワガー・シリーズの第3作                                                                   |
| 四十七人目の男           | 47th Samurai      | 2007年   | 2008年   | ボブ・リー・スワガー・シリーズ 日本が舞台であり、主人公が銃器ではなく日本刀で戦うなど異色作である。 |
| 黄昏の狙撃手             | Night of Thunder  | 2008年   | 2009年   | ボブ・リー・スワガー・シリーズ                                                                      |
| 蘇るスナイパー           | I, Sniper         | 2009年   | 2010年   | ボブ・リー・スワガー・シリーズ                                                                      |
| デッド・ゼロ 一撃必殺    | Dead Zero         | 2010年   | 2011年   | ボブ・リー・スワガー・シリーズ                                                                      |
| 第三の銃弾               | The Third Bullet  | 2013年   | 2013年   | ボブ・リー・スワガー・シリーズ                                                                      |
| スナイパーの誇り         | Sniper's Honor    | 2014年   | 2014年   | ボブ・リー・スワガー・シリーズ                                                                      |
| Gマン 宿命の銃弾         | G-Man             | 2017年   | 2017年   | ボブ・リー・スワガー・シリーズ                                                                      |

原点となった作品
The Master Sniper (1980年) - 『魔弾』(2000年)
ナチスドイツのスナイパーの暗躍を描いた、スティーヴン・ハンターの処女作。『狩りのとき』のカーム・ドゥク戦と類似したシーンが有ったり、当時の最新技術の暗視装置が物語のキーとなるなど、スワガー・サーガの原点といわれる。また、『ブラックライト』では暗視装置が”ドイツからの”鹵獲品、作中に登場するOSS（後のCIA）部員が『ハバナの男たち』に再出演、ドイツ人狙撃兵が『スナイパーの誇り』で言及されるなど、その後の作品にも設定や人物が流用されている。
また、『魔弾』以外の作品（スワガー・サーガ以前の単発作品）の登場人物も、名前が再登場したり重要人物として前日/後日談が描かれるなど、あと付け的とはいえハンター作品の殆どがスワガー・サーガとスター・システム的な繋がりを持っている。

## 日本での出版順序
ボブ・リー・スワガー三部作と『ダーティホワイトボーイズ』は同じシリーズであるにもかかわらず日本では発行順序が前後した。日本での発行順と発行年月、発行元は以下の通りである。
1. （本来の発行順：2）『ダーティホワイトボーイズ』 1997年2月 扶桑社
2. （本来の発行順：3）『ブラックライト』 1998年5月 扶桑社
3. （本来の発行順：1）『極大射程』 1999年1月 新潮社
4. （本来の発行順：4）『狩りのとき』 1999年9月 扶桑社

『ダーティホワイトボーイズ』がシリーズ番外編であり、先行する『極大射程』とはストーリーに直接の関連がない独立した一作として受け取れたため、このような現象が起こったとされている。続いて発行された『ブラックライト』は『ダーティホワイトボーイズ』とは密接な関連を持っているが『極大射程』とは関連が薄かったため、発行順序が狂った影響は少なかった。翌年にようやく第1作の『極大射程』が新潮社より発行、その8か月後に『極大射程』の直接的な続編かつ三部作完結編の『狩りのとき』が発行されたが、この際にも順序が逆になる可能性、すなわちシリーズ第1作がシリーズ完結編の後に発行されるという、前代未聞の珍事が起こる可能性があったことを、『極大射程』の訳者が作品の解説の中で認めている。
また、2017年の『G-MAN』発行の際には、原書『G-MAN』のアメリカでの発売日2017年5月16日よりも1か月以上も早い2017年3月29日に日本語版『Gマン 宿命の銃弾』が発行され、原書の本国発売よりも先に海外で翻訳版が発売されるという、前代未聞の珍事が実際に発生した。